# قلب المدينة (مسلسل)
قلب المدينة (بالإسبانية: El cor de la ciutat)‏ هو مسلسل دراما تم إنتاجه في إسبانيا. هو المسلسل الأكثر مشاهدة في منطقة كتالونيا. بدأ عرضه في سنة 2000. بلغ عدد مواسم المسلسل 9 مواسم، بلغ عدد حلقاته 1906 حلقات، وتبلغ مدة الحلقة الواحدة 27 دقيقة. تم بث المسلسل لأول مرة بتاريخ 11 سبتمبر 2000 بينما تم بث آخر حلقة منه بتاريخ 23 ديسمبر 2009 بعد أن استمر لقرابة 9 سنوات. من بطولة أليكس كاسانوفاس، أمبارو مورينو، بيب أنطون مونوز وأرماندو أغيري.

## وصلات خارجية
- قلب المدينة على موقع IMDb (الإنجليزية)
- قلب المدينة على موقع فيلمافينيتي (الإسبانية)
- قلب المدينة على موقع كينوبويسك (الروسية)
- قلب المدينة على موقع قاعدة بيانات الفيلم (الإنجليزية)